# Los Altares
Los Altares è un comune dell'Argentina situato nel dipartimento di Paso de Indios, in provincia di Chubut.